# Mimosa paraguariae
Mimosa paraguariae är en ärtväxtart som beskrevs av Marc Micheli. Mimosa paraguariae ingår i släktet mimosor, och familjen ärtväxter. IUCN kategoriserar arten globalt som livskraftig. Inga underarter finns listade i Catalogue of Life.